# 引田重夫
引田 重夫（ひきた しげお、1899年（明治32年）10月 - 没年不詳）は、日本の内務・厚生官僚。最後の官選岩手県知事。

## 経歴
北海道出身。引田楳太郎の二男として生まれる。第一高等学校を卒業。1923年12月、高等試験行政科試験に合格。1924年、東京帝国大学法学部を卒業。内務省に入省し大分県属となる。
以後、大分県速見郡長、同県社会課長、秋田県学務課長、同地方課長、福島県地方課長、同庶務課長、京都府庶務課長、宮崎県経済部長、厚生省職業部紹介課長、同業務課長、同職業局総務課長、長野県内政部長などを歴任。
1947年1月11日、岩手県知事に就任。県議会議員選挙、知事選挙などを執行して同年4月12日に知事を退任。その後、総理庁事務官・札幌地方経済安定局長、そごう相談役などを務めた。